# Battaglia di Llwchwr
La battaglia di Llwchwr (o battaglia di Gower) è stata una battaglia combattuta tra le forze gallesi e normanne tra Loughor e Swansea il giorno di capodanno del 1136.

## Antefatto
Nel 1135-1136 per i gallesi si presentò l'opportunità di recuperare le terre acquisite dai signori Marcher dopo che Stefano d'Inghilterra aveva eliminato sua cugina Matilde d'Inghilterra dalla successione di suo padre al trono inglese l'anno precedente, scatenando l'anarchia in Inghilterra.

## La battaglia
Il signore di Brycheiniog (Brecknockshire), Hywel ap Maredudd, radunò un esercito gallese costituito da uomini di Brycheiniog e del Gower settentrionale che disprezzavano il dominio normanno nel Gower meridionale. I Normanni si aspettavano di incontrare un piccolo gruppo di bande di razziatori gallesi, tuttavia le dimensioni dell'esercito gallese li colse di sorpresa. I due eserciti si scontrarono nel comune di Carn Coch. Dopo una violenta battaglia, l'esercito gallese uscì vittorioso e i Normanni avevano perso circa 500 uomini.

## Risultato
La vittoria dell'esercito gallese ispirò  ribellioni in tutto il Galles, inclusa una battaglia vicino al castello di Kidwelly combattuta da un esercito guidato da Gwenllian, la principessa di Deheubarth e la battaglia di Crug Mawr.